# Comasine
Comasine is een plaats (frazione) in de Italiaanse gemeente Peio.

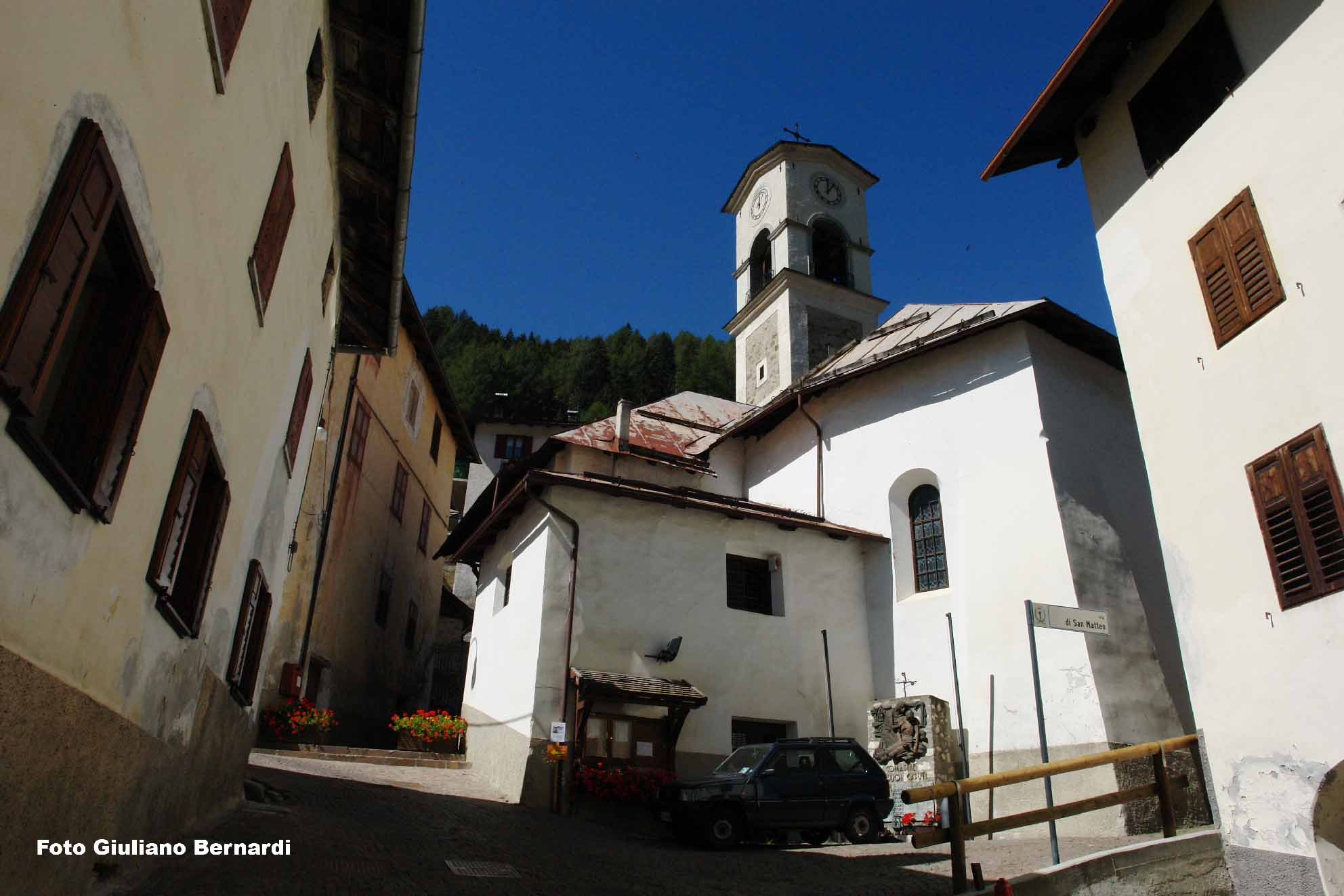